# Диршбергер, Джим
Джеймс «Джим» Диршбергер (англ. James «Jim» Dirschberger) — американский аниматор, сценарист, продюсер, режиссёр, актёр озвучивания и художник раскадровки. Является создателем мультсериала «Санджей и Крейг» вместе с Джеем Хауэллом и Андреасом Тролфом.

## Карьера
Диршбергер начал заниматься своей карьерой с короткометражки «Keg of the Dead», которая вышла в 2006 году. После работы над другими проектами он решил вместе с Джеем Хауэллом и Андреасом Тролфом создать собственную студию «Forest City Rockers» и выпустить короткометражку, названную в честь студии. В конце 2010 года они вместе решили начать производство мультсериала «Санджей и Крейг» для канала Nickelodeon.

## Фильмография
| Годы      | Название                                                                | Примечания |
| --------- | ----------------------------------------------------------------------- | --- |
| 2006      | Keg of the Dead                                                         | Редактор, продюсер; короткометражка                                                                             |
| 2007      | Отладка                                                                 | Редактор; короткометражка                                                                                       |
| 2008      | The Forest City Rockers                                                 | Создатель, редактор, исполнительный продюсер, сценарист; короткометражка                                        |
| 2009      | Hippy Shit Adventure                                                    | Режиссёр, сценарист, продюсер, редактор, аниматор; короткометражка                                              |
| 2009      | Land of the Crabapples                                                  | Режиссёр, редактор, сценарист; короткометражка                                                                  |
| 2010      | Честный человек: Жизнь Р. Бадда Дайера                                  | Продюсер, сценарист, режиссёр                                                                                   |
| 2009-2010 | Шоу Rotten Tomatoes                                                     | Редактор |
| 2009-2010 | Суперновости!                                                           | Редактор |
| 2010-2011 | Инфомания                                                               | Редактор |
| 2011      | 50 документальных фильмов, которые нужно посмотреть, прежде чем умереть | Редактор |
| 2013-2016 | Санджей и Крейг                                                         | Создатель, сценарист, сопродюсер, художник раскадровки, аниматор, сценарист песни «Sanjay and Craig Theme Song» |

### Актёр озвучивания
- 2008: The Forest City Rockers — Рокер
- 2014—2016: Санджей и Крейг — Дополнительные роли